# Etterbeek

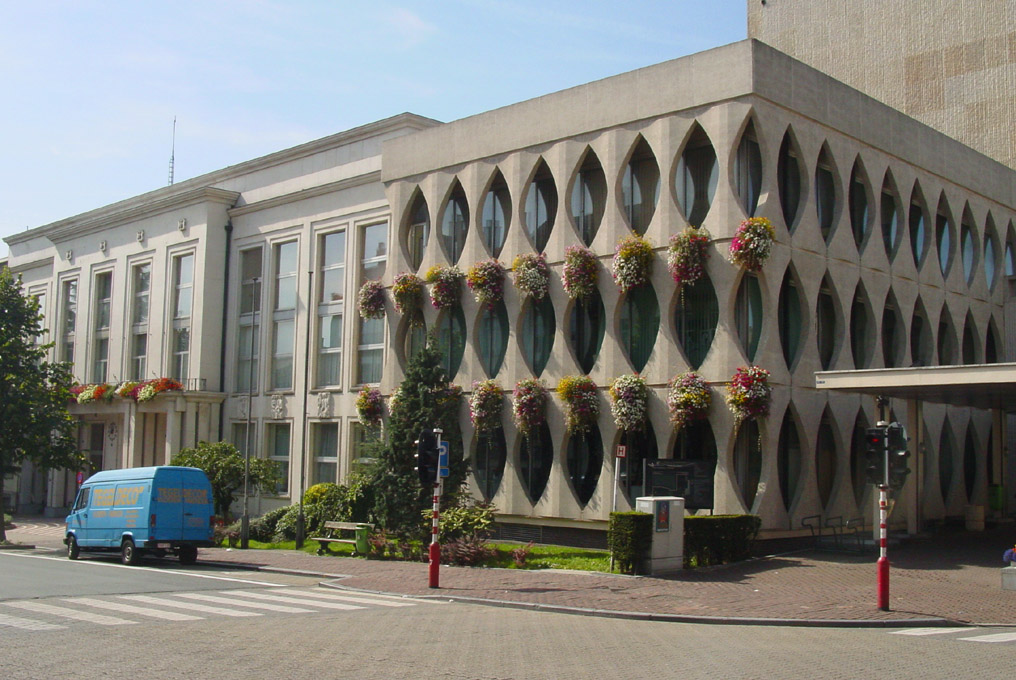
Stadshuset i Etterbeek.

Etterbeek (franskt uttal: [ɛtəʁbek], nederländskt uttal: [ˈɛtərˌbeːk] lyssna (fil)) är en av de 19 kommunerna i huvudstadsregionen Bryssel i Belgien. Etterbeek ligger öster om kommunen Bryssel, och är sammanväxt med kringliggande kommuner till en sammanhängande tätort. Kommunen har cirka 48 473 invånare (2020).
Den berömde belgiske serietecknaren Hergé, skapare av Tintin föddes i Etterbeek den 22 maj 1907.